# Dachau (distrito)
Dachau é um distrito da Alemanha, na região administrativa de Oberbayern, estado de Baviera.

## Cidades e Municípios
- Cidades:

1. Dachau

- Municípios:

1. Altomünster
2. Bergkirchen
3. Erdweg
4. Haimhausen
5. Hebertshausen
6. Hilgertshausen-Tandern
7. Karlsfeld
8. Markt Indersdorf
9. Odelzhausen
10. Petershausen
11. Pfaffenhofen a.d.Glonn
12. Röhrmoos
13. Schwabhausen
14. Sulzermoos
15. Vierkirchen
16. Weichs